# غابرييل ميركادو
غابرييل إيفان ميركادو (بالإسبانية: Gabriel Iván Mercado)‏ هو لاعب كرة قدم أرجنتيني في مركز الدفاع ولد في يوم 18 مارس 1987 في مدينة بويرتو مادرين في الأرجنتين، يلعب حالياً مع نادي إنترناسيونال البرازيلي. وسبق له اللعب مع نادي ريفر بليت ونادي استوديانتس ونادي راسينغ ونادي إشبيلية ونادي الريان القطري. في سنة 2010 بدأ باللعب مع منتخب الأرجنتين لكرة القدم ويبلغ طوله 180 سم.

## روابط خارجية
- غابرييل ميركادو على موقع الاتحاد الدولي (مؤرشف)  (الإنجليزية)
- غابرييل ميركادو على موقع قاعدة بيانات كرة القدم.إي يو (الإنجليزية)
- غابرييل ميركادو على موقع ليكيب (الفرنسية)
- غابرييل ميركادو على موقع ناشيونال فوتبول تيمز (الإنجليزية)
- غابرييل ميركادو على موقع Soccerbase.com (لاعب) (الإنجليزية)
- غابرييل ميركادو على موقع Soccerway.com (الإنجليزية)
- غابرييل ميركادو على موقع عالم كرة القدم.نت (الإنجليزية)
- غابرييل ميركادو على موقع AS.com (الإسبانية)